# Bandera de la Organización de Países Exportadores de Petróleo
La bandera de la Organización de Países Exportadores de Petróleo es la bandera oficial de dicha organización. Fue adoptada en 1970 y es uno de sus símbolos oficiales.  

Bandera de la OPEC, con fondo azul claro y el emblema en blanco.

## Descripción
Su diseño consiste en un rectángulo con una relación ancho-largo de 3:5. Tiene un fondo celeste con el emblema de la organización en color blanco. Las siglas 'OPEC', estilizadas en la bandera, proceden del nombre en inglés (Organization of Petroleum Exporting Countries), lengua oficial de la entidad. 